# Jimmy Davies
Jimmy Davies (ur. 18 sierpnia 1929 w Glendale, zm. 11 czerwca 1966 w Chicago) – amerykański kierowca wyścigowy wyścigów Indianapolis 500 w latach 1950–1951, 1953–1957, 1959 zaliczanych do klasyfikacji formuły 1. Jeździł w bolidzie zespołów Kurtis Kraft. Jego największym osiągnięciem jest 3 pozycja w sezonie 1955. Zginął na torze Santa Fe Speedway w Chicago.